# Locoismus
Locoismus ist die Bezeichnung für schwere Vergiftungserscheinungen bei Weidetieren, die durch den Verzehr von Pflanzen mit dem Inhaltsstoff Swainsonin hervorgerufen werden. Der Begriff leitet sich vom spanischen loco = dt. „wahnsinnig“ ab. Locoismus tritt vor allem nach dem Verzehr von Pflanzen aus den Gattungen Astragalus und Swainsona auf. Diese Arten werden unter der Sammelbezeichnung Locoweed (engl. weed = dt. „Unkraut“) zusammengefasst.

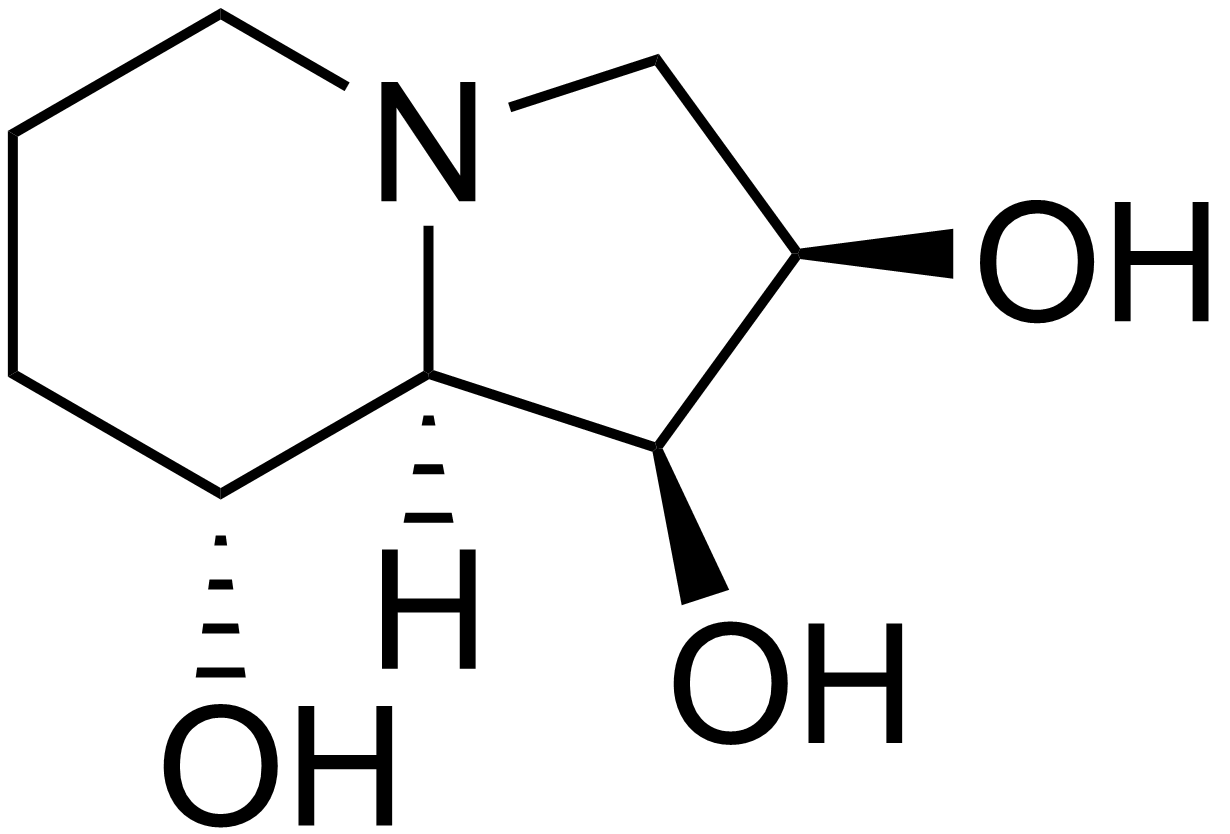
Strukturformel von Swainsonin, dem Auslöser des Locoismus

## Pflanzenarten

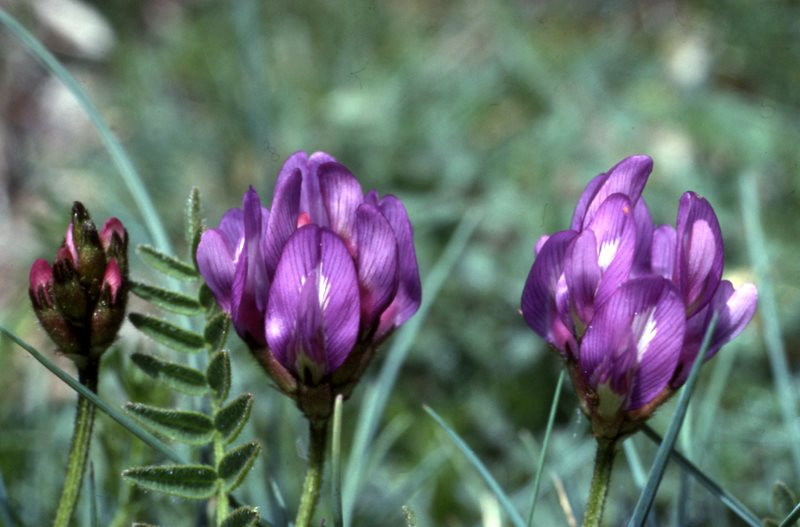
Blüte von Oxytropis sericea

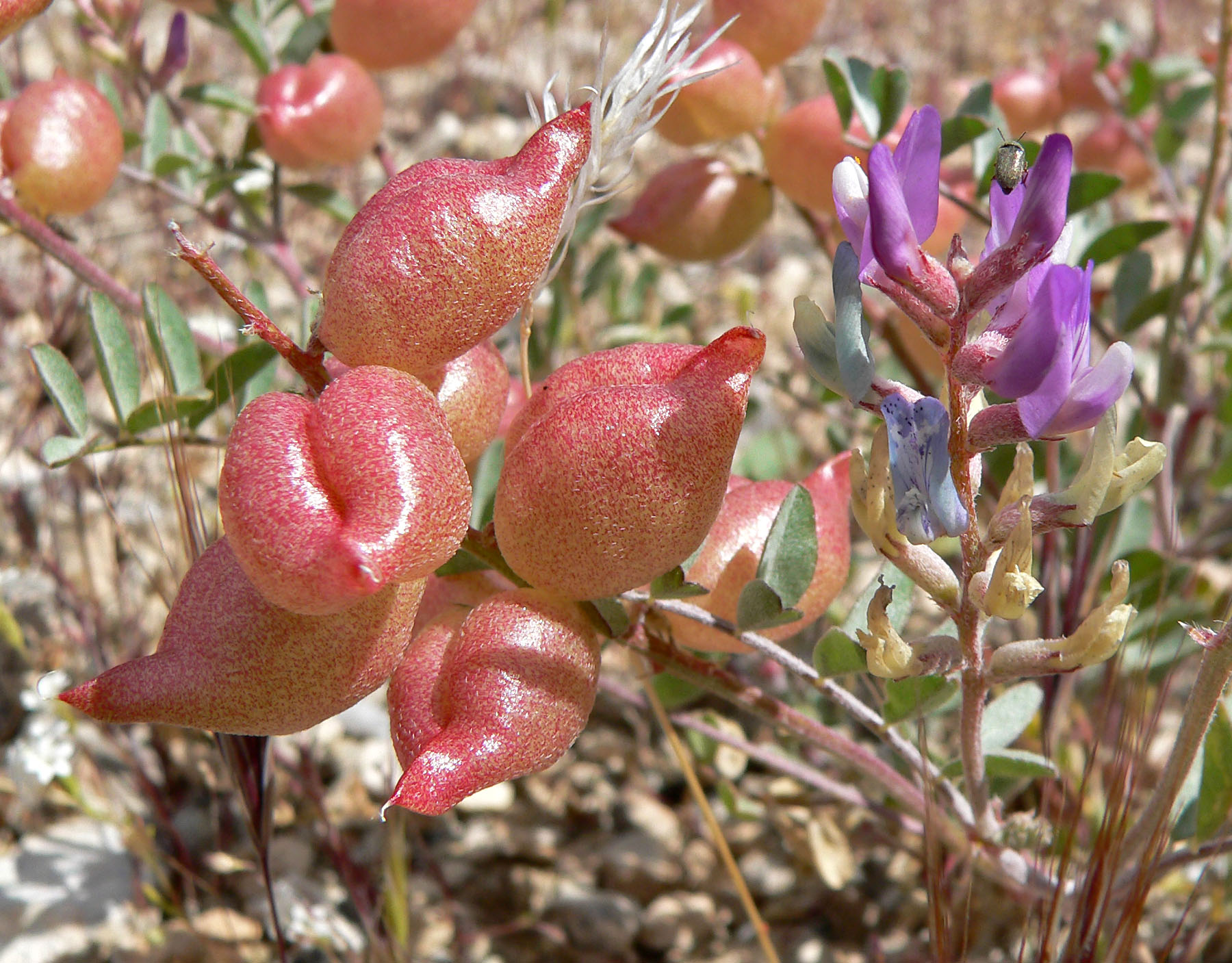
Blüte von Astragalus lentiginosus

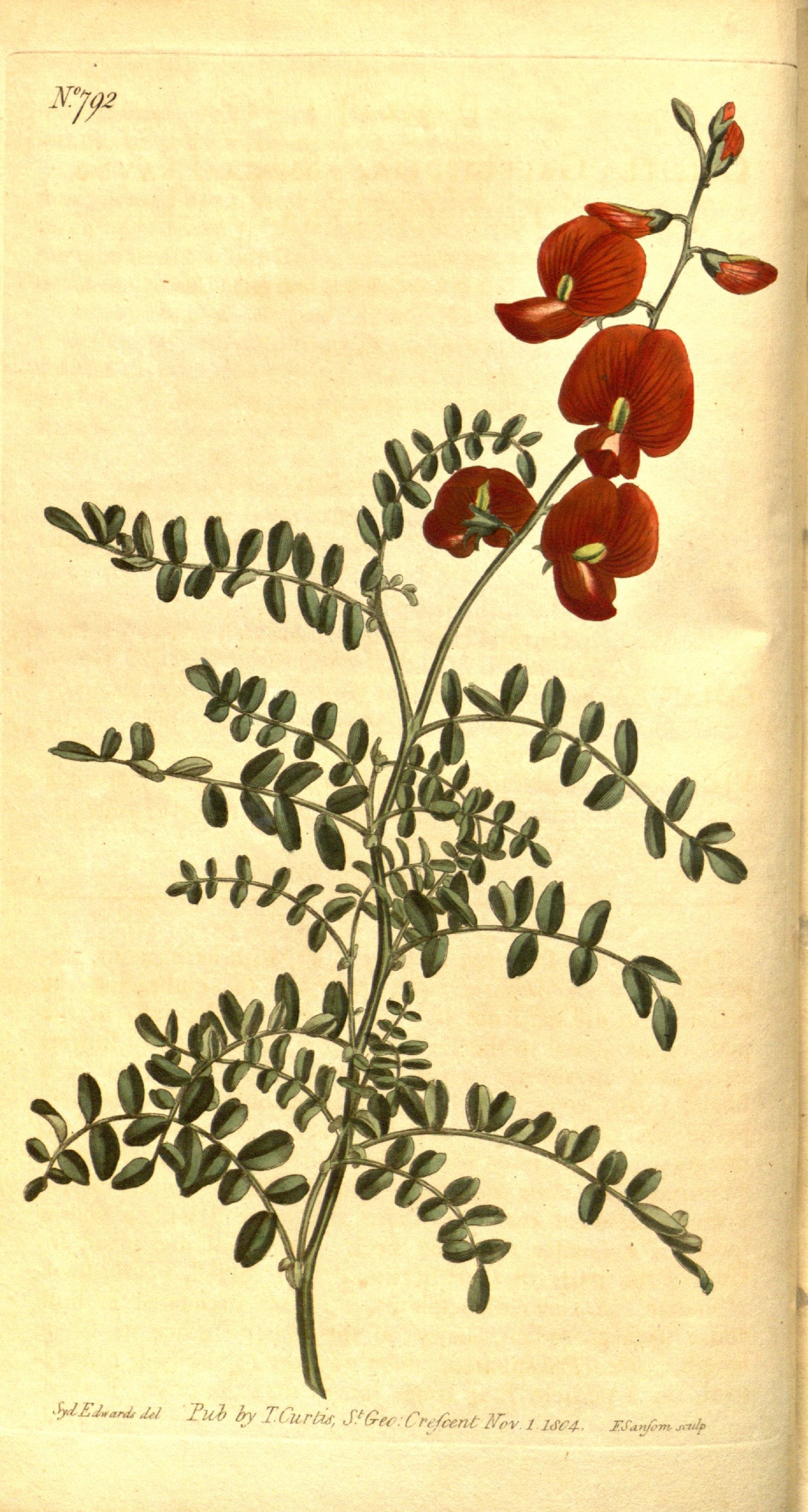
Swainsona galegifolia

Bisher wurde Swainsonin in folgenden Pflanzenarten nachgewiesen:
Gattung Tragant (Astragalus)
- A. earlei
- A. mollissimus
- A. pubentissimus
- A. lentigenosis
- A. pehuenches[2]
- A. wootoni
- A. nothoxys
- A. oxyphysus
- A. tephrodes
- A. humistratus

Gattung Swainsona
- S. canescens[3]
- S. luteola[4]
- S. greyana
- S. galegifolia[5]

Gattung Oxytropis
- O. sericea
- O. campestris

Außerdem in
- Ipomea carnea[6]
- Sida acuta[7]

Der unter anderem auf der Pflanze Oxytropis lambertii beheimatete Pilz Embellisia fungi macht aus der ohne den Pilz ungiftigen Pflanze durch die Produktion von Swainsonin ein Locoweed, das bei Ratten zu Vergiftungen führen kann.

## Wirkung bei Weidevieh
Bei Weidetieren verursachen die vor allem im Westen Nordamerikas beheimateten Locoweed-Pflanzen den so genannten Locoismus. Dies ist eine durch das in diesen Pflanzen enthaltene Swainsonin hervorgerufene neurologische Erkrankung. Der Verzehr der Pflanzen kann zu starker Abmagerung (auch bei genügender Futteraufnahme), Herzversagen, spontanem Abortus, reduzierter Fruchtbarkeit, Fehlbildungen bei Embryonen und einem Suchtverhalten für Locoweed-Pflanzen führen.
Die Symptome ähneln nicht zufällig denen einer α-Mannosidose, einer genetischen Erkrankung, bei der das Enzym α-Mannosidase in seiner Funktion stark eingeschränkt ist. Swainsonin hemmt reversibel die Enzyme α-Mannosidase im Lysosom und Golgi-α-Mannosidase II von Zellen, was zu einer Akkumulation von mannosereichen Oligosacchariden im Lysosom führt.
Der durch Locoweed in den westlichen Staaten der USA entstehende wirtschaftliche Schaden wird auf mindestens 100 Millionen Dollar jährlich geschätzt. Andere Schätzungen gehen von noch wesentlich höheren Schadenswerten aus.
Der Maximalgehalt von Swainsonin im Futter der Weidetiere sollte unterhalb von 0,001 % liegen, um Vergiftungserscheinungen zu vermeiden. Swainsonin reichert sich im Lysosom der Zellen an.

## Weiterführende Literatur
Review-Artikel
- M. H. Ralphs, J. F. James: Locoweed grazing. In: J Nat Toxins. 8, 1999, S. 47–51. PMID 10091127
- K. E: Panter u. a.: Locoweeds: effects on reproduction in livestock. In: J Nat Toxins. 8, 1999, S. 53–62. PMID 10091128
- B. L. Stegelmeier u. a.: The pathogenesis and toxicokinetics of locoweed (Astragalus and Oxytropis spp.) poisoning in livestock. In: J Nat Toxins. 8, 1999, S. 35–45. PMID 10091126
- J. F. James u. a.: The effect of natural toxins on reproduction in livestock. In: J Anim Sci. 70, 1992, S. 1573–1579. PMID 1526925

Originäre Forschung
- A. G. Armien: Vergleichende klinische und morphologische Untersuchungen zur spontanen und experimentellen Vergiftung durch Ipomoea fistulosa (Convolvulaceae) bei Ziegen. Dissertation. Justus-Liebig-Universität Gießen, 2000
- D. R. Tulsiani u. a.: Production of hybrid glycoproteins and accumulation of oligosaccharides in the brain of sheep and pigs administered swainsonine or locoweed. In: Arch Biochem Biophys. 264, 1988, S. 607–617. PMID 3135781
- D. R. Tulsiani u. a.: The similar effects of swainsonine and locoweed on tissue glycosidases and oligosaccharides of the pig indicate that the alkaloid is the principle toxin responsible for the induction of locoism. In: Arch Biochem Biophys. 232, 1984, S. 76–85. PMID 6430242
- J. F. James: Lesions in neonatal lambs resulting from maternal ingestion of locoweed. In: Cornell Vet. 61, 1971, S. 667–670. PMID 5166138
- K. K. de Balogh u. a.: A lysosomal storage disease induced by Ipomoea carnea in goats in Mozambique. In: J Vet Diagn Invest. 11, 1999, S. 266–273.  PMID 10353359
- R. J. Molyneux u. a.: Identification of the glycosidase inhibitors swainsonine and calystegine B2 in Weir vine (Ipomoea sp. Q6 [aff. calobra]) and correlation with toxicity. In: J Nat Prod. 58, 1995, S. 878–886. PMID 7673932